# Kia XCeed
Kia XCeed – samochód osobowy typu crossover klasy kompaktowej produkowany pod południowokoreańską marką Kia od 2019 roku.

## Historia i opis modelu

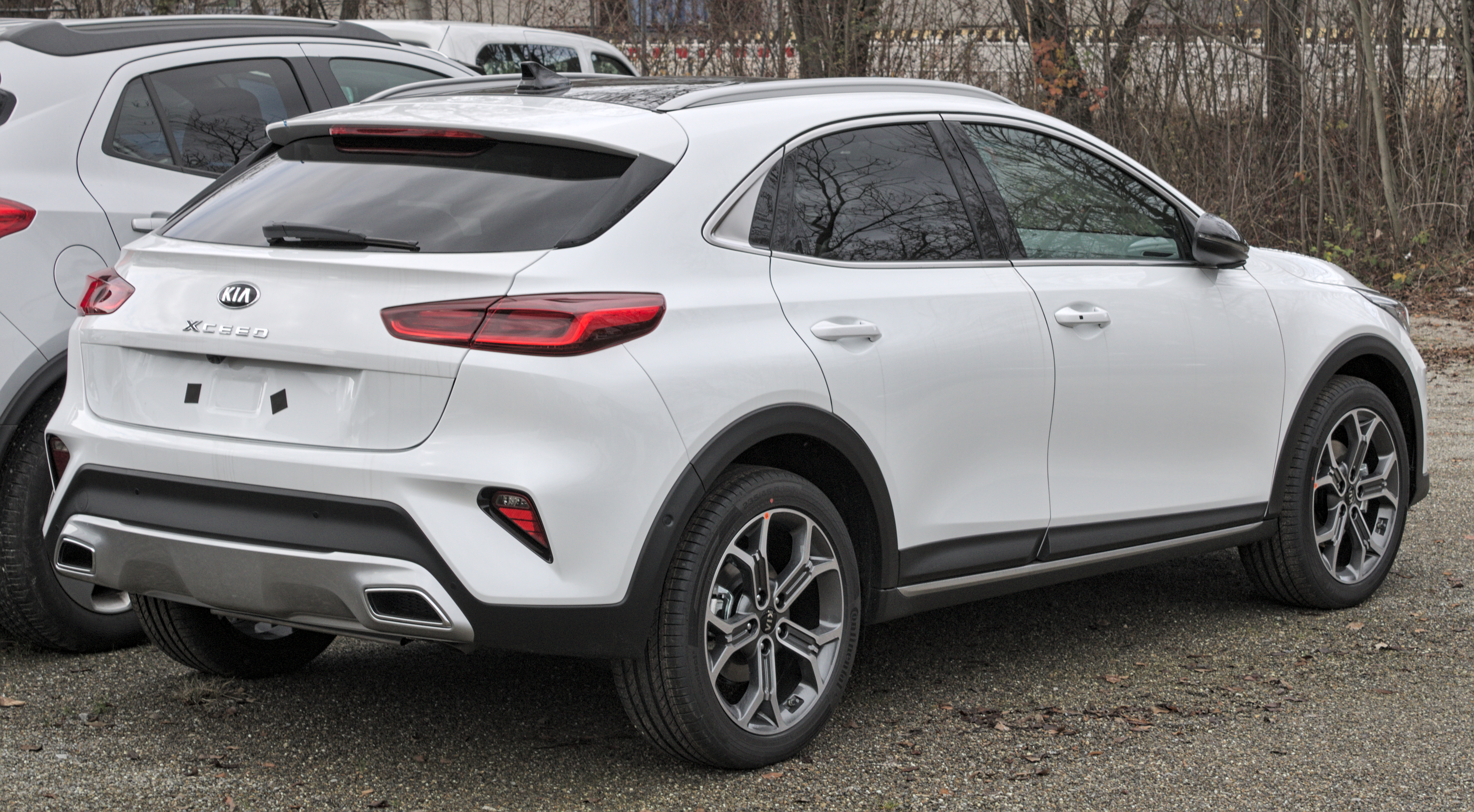
Kia XCeed - tył

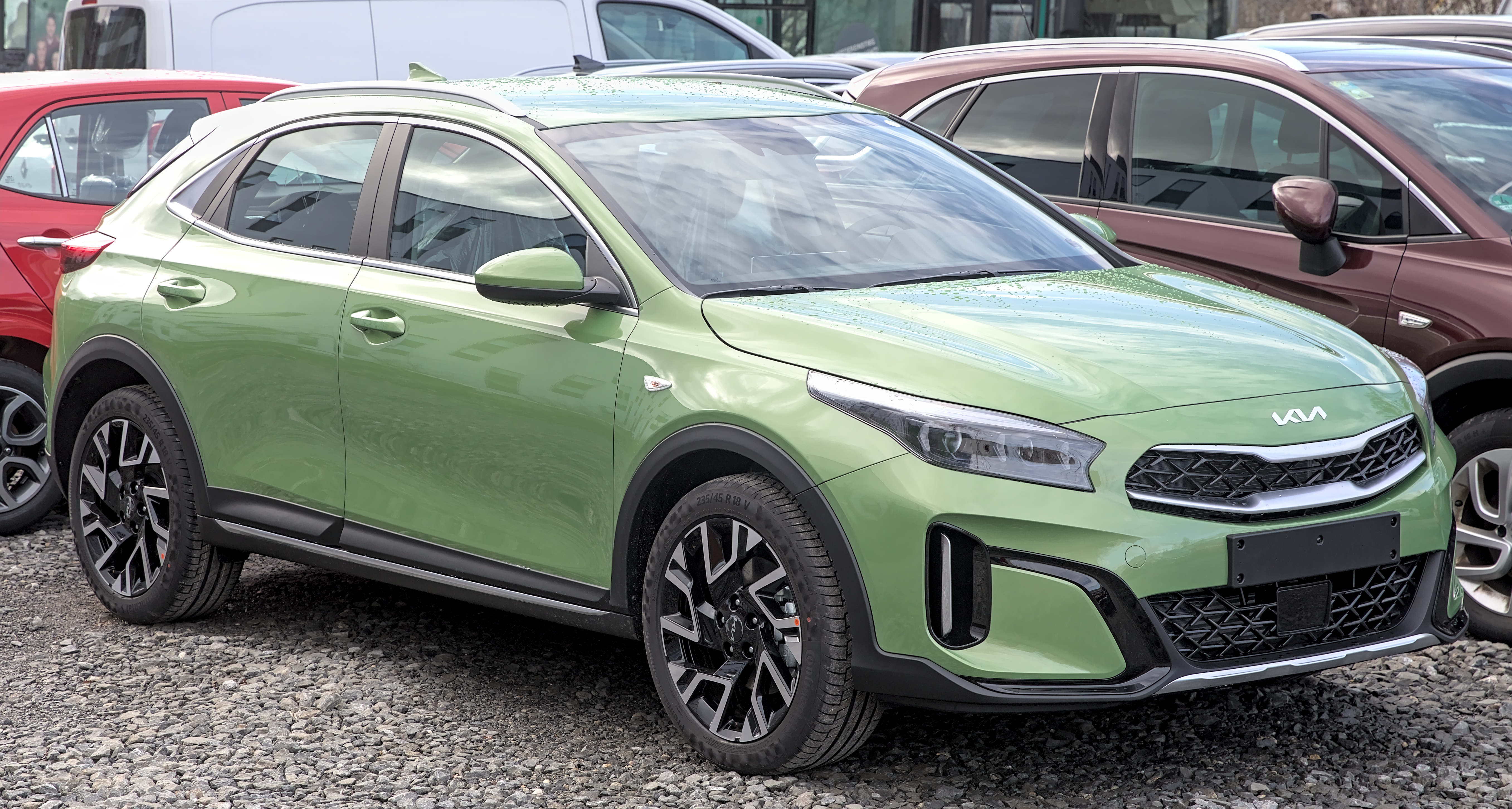
Kia XCeed po liftingu

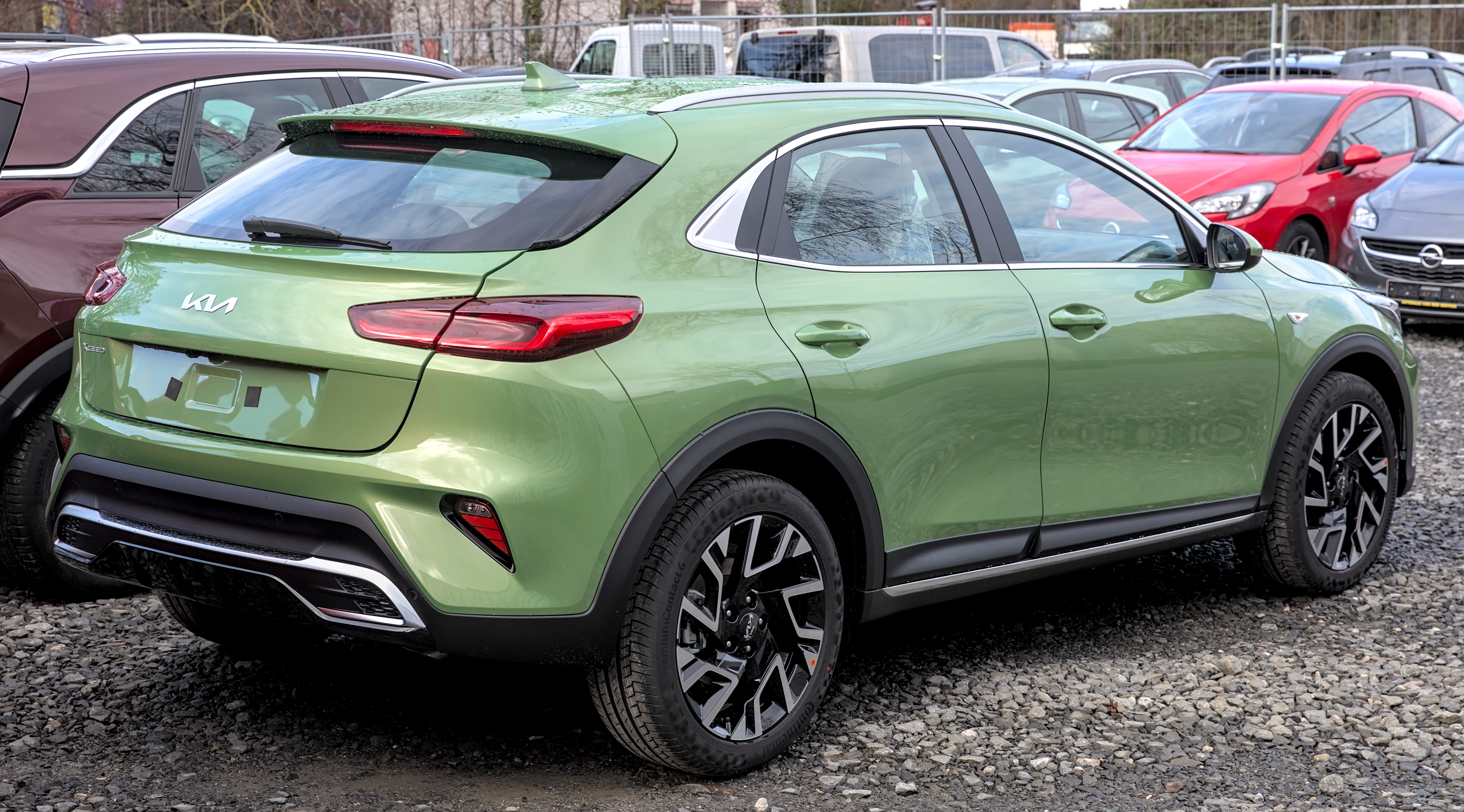
Kia XCeed – tył po liftingu

Samochód został po raz pierwszy oficjalnie zaprezentowany podczas prezentacji we Frankfurcie nad Menem w czerwcu 2019 roku. Kia XCeed powstała jako czwarty wariant nadwoziowy wywodzący się z gamy kompaktowego modelu Ceed, przyjmując najbardziej indywidualne cechy wyglądu dzięki formule crossovera. Samochód docelowo miał za zadanie połączyć cechy SUV-a z klasycznym, osobowym hatchbackiem.
Kia XCeed została zaprojektowana w europejskim centrum rozwojowym Kii. Od gamy rodziny modelowej Ceed/Proceed pojazd wyróżnia się m.in. zastosowanymi plastikowymi nakładkami na nadkola, podniesionym prześwitem, innymi reflektorami, bardziej muskularnymi nadkolami, a także pochyłą linią dachu. Nadwozie pojazdu jest większe zarówno pod kątem długości, jak i wysokości i szerokości. Charakterystyczną cechą kabiny pasażerskiej stała się przemodelowana konsola centralna z większym, w stosunku do Kii Ceed z pierwszego roku produkcji, ekranem multimedialnym, a także opcjonalne wstawki w desce rozdzielczej w kolorze nadwozia.
Samochód wyposażony został m.in. w  system UVO Connect z 10,25-calowym ekranem dotykowym, a także 12,3-calowy ekran Supervision, który zastapił tradycyjne wskaźniki na desce rozdzielczej pojazdu. Ponadto na liście wyposażenia znalazły się m.in. podgrzewane i wentylowane fotele, podgrzewane koło kierownicy, elektrycznie sterowaną pokrywę bagażnika, skórzaną tapicerkę.

### Lifting
W lipcu 2022 Kia XCeed przeszła restylizację, która przyniosła kosmetycznie zmiany w stylistyce zewnętrznej i wewnętrznej. Wprowadzono nowy wzór zderzaków, inne wypełnienie osłony chłodnicy, a także dodatkowe barwy nadwozia i nowe wzory alufelg. W kabinie pasażerskiej zaktualizowano system operacyjny systemu multimedialnego i wzór cyfrowych zegarów, a także zmieniono malowanie paneli na konsoli środkowej. Po raz pierwszy gamę wariantów uzupełniła także znana już ze zmodernizowanego rok wcześniej Ceeda odmiana GT-Line, która dodatkowo wyróżniła się innym wzorem tylnych lamp o strukturze plastra miodu i mikropikseli.

### XCeed PHEV
We wrześniu 2019 roku gama Kii XCeed została poszerzona także o spalinowo-elektryczny wariant hybrydowy typu plug-in. Samochód napędzany jest wolnossącym silnikiem benzynowym GDI o pojemności 1,6-litra o mocy 105 KM z silnikiem elektrycznym o mocy 65 KM, łącznie rozwijając 141 KM. Bateria o pojemności 8,9 kWh umożliwia przejechanie do 60 kilometrów na samym prądzie.

### Sprzedaż
Kia XCeed powstała specjalnie z myślą o rynku europejskim, gdzie również rozpoczęła się jej sprzedaż we wrześniu 2019 roku trafiając ze słowackich zakładów w Żylinie. W czerwcu 2020 roku zasięg rynkowy pojazdu został poszerzony także o rynek rosyjski.

### Silniki[5]
| Silnik                | Pojemność skokowa [cm³] | Typ silnika        | Moc maksymalna KM przy obr./min | Maks. moment obrotowy Nm przy obr./min | Przyspieszenie 0–100 km/h [s] | Prędkość maks. [km/h] |                    |                    |                    |
| Silniki benzynowe:    | Silniki benzynowe:      | Silniki benzynowe: | Silniki benzynowe:              | Silniki benzynowe:                     | Silniki benzynowe:            | Silniki benzynowe:    | Silniki benzynowe: | Silniki benzynowe: | Silniki benzynowe: |
| --------------------- | ----------------------- | ------------------ | ------------------------------- | -------------------------------------- | ----------------------------- | --------------------- | ------------------ | ------------------ | ------------------ |
| 1.0 T-GDI             | 998                     | R3 Turbo           | 120/6000                        | 172/1500-4000                          | 11,3                          | 186                   |                    |                    |                    |
| 1.4 T-GDI             | 1353                    | R4 Turbo           | 140/6000                        | 242/1500-3200                          | 9,4                           | 200                   |                    |                    |                    |
| 1.5 T-GDI             | 1482                    | R4 Turbo           | 160/5500                        | 253/1500-3500                          | 9,0                           | 208                   |                    |                    |                    |
| 1.5 T-GDI (od 2023)   | 1482                    | R4 Turbo           | 140/5500                        | 253/1500-3000                          | 10,2 Automat: 10,4            | 195                   |                    |                    |                    |
| 1.6 T-GDI             | 1591                    | R4 Turbo           | 204/5500                        | 265/1500-4500                          | 7,6                           | 220                   |                    |                    |                    |
| Silniki wysokoprężne: |                         |                    |                                 |                                        |                               |                       |                    |                    |                    |
| 1.6 CRDi              | 1598                    | R4 Turbo           | 115/4000                        | 280/1500-2750 Automat: 300/1500-2500   | 11,3                          | 190                   |                    |                    |                    |
| 1.6 CRDi              | 1598                    | R4 Turbo           | 136/4000                        | 280/1500-3000 Automat: 300/2000-2250   | 10,4                          | 197                   |                    |                    |                    |